# Hylesia sorana
Hylesia sorana är en fjärilsart som beskrevs av William Schaus 1927. Hylesia sorana ingår i släktet Hylesia och familjen påfågelsspinnare. Inga underarter finns listade i Catalogue of Life.